# Darja Bavdaž Kuret

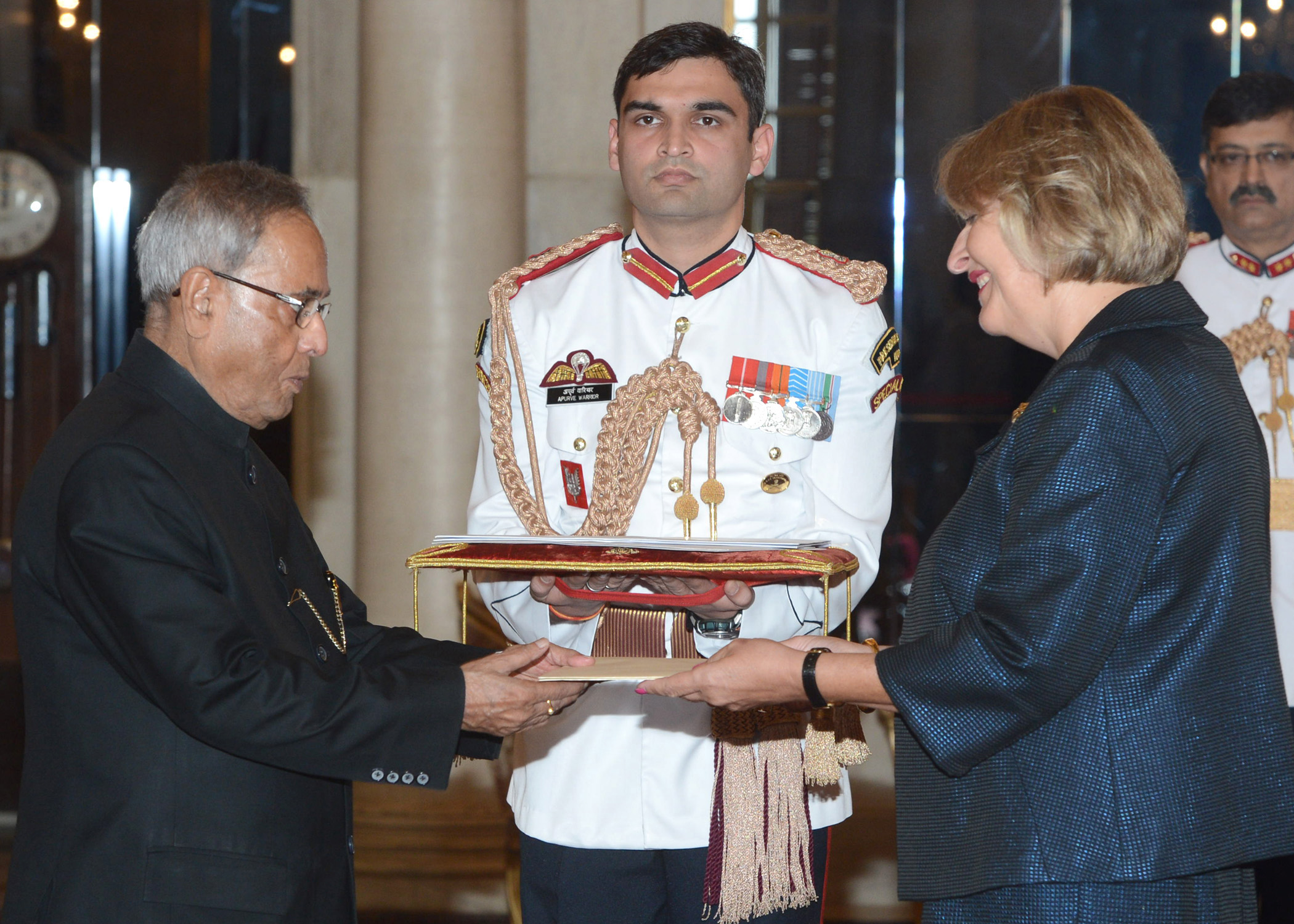
Darja Bavdaž Kuret übergibt Pranab Mukherjee ihr Akkreditierungsschreiben (Oktober 2013)

Darja Bavdaž Kuret (* 1956) ist eine slowenische Berufsdiplomatin und Botschafterin. Sie ist seit dem 18. August 2017 Ständige Vertreterin ihres Landes bei den Vereinten Nationen in New York. Zuvor war sie von 2015 bis 2017 Staatssekretärin im Außenministerium.
Bavdaž Kuret war von 1995 bis 1999 Botschafterin in Israel. Nach jeweiligen Tätigkeiten im Außenministerium wechselte sie von 2002 bis 2006 nach Schweden und von 2009 bis 2013 nach Bulgarien. Danach folgte die Akkreditierung in Indien.
Bavdaž Kuret ist Mutter eines Sohns.